# Атлетика на Летњим олимпијским играма 1932 — бацање диска за жене
Такмичење у дисциплини бацању диска за жене, на Олимпијским играма 1932. одржано је 2. августа. За такмичење се пријавило 9 атлетичарки из 4 земље. Није било квалификација него су све такмичерке учествовале у финалу.

## Земље учеснице
- Јапан (1)
- Немачка (3}
- Пољска (2)
- САД (3)

## Рекорди пре почетка такмичења
Први светски рекорд у бацању диска за жене признат је од ИААФ (International Association of Athletics Federations – Међународна атлетска федерација), 1936. године, после Летњих олимпијских игара у Берлину. Резултати пре тога су били незванични и звали су се најбољи резултати на свету.
Стање 1. августа 1932.
| Најбољи резултат на свету * | 39,62 | Халина Конопацка | Пољска | Амстердам, Холандија | 31. јул 1928. |
| Олимпијски рекорд           | 39,62 | Халина Конопацка | Пољска | Амстердам, Холандија | 31. јул 1928. |

- незванично

## Освајачи медаља
|                           |                      |                             |
| Лилијан Копланд 40,12 САД | Рут Озборн 40,12 САД | Јадвига Вајс 38,74 · Пољска |

## Нови рекорди после завршетка такмичења
| Најбољи резултат на свету * | 40,12 | Лилијан Копланд САД | Лос Анђелес, САД | 2. август 1932. |
| Најбољи резултат на свету * | 40,12 | Рут Озборн САД      | Лос Анђелес, САД | 2. август 1932. |
| Олимпијски рекорд           | 40,12 | Лилијан Копланд САД | Лос Анђелес, САД | 2. август 1932. |
| Олимпијски рекорд           | 40,12 | Рут Озборн САД      | Лос Анђелес, САД | 2. август 1932. |

- незванично

## Финале
| Место | Атлетичарка                    | Резултат | Белешка |
| ----- | ------------------------------ | -------- | ------- |
|       | Лилијан Копланд, САД           | 40,12    | ОР      |
|       | Рут Озборн САД                 | 40,12    | ОР      |
|       | Јадвига Вајс, Пољска           | 38,74    |         |
| 4.    | Тили Флајшер, Немачка          | 36,12    |         |
| 5.    | Грета Хоблајн, Немачка         | 34,66    |         |
| 6.    | Станислава Валасијевич, Пољска | 33,60    |         |
| 7.    | Мицуе Ишицу, Јапан             | 33,52    |         |
| 8.    | Елен Браумилер, Немачка        | 33,15    |         |
| 9.    | Маргарет Џенкинс, САД          | 30,22    |         |